# Paragonaster ridgwayi
Paragonaster ridgwayi är en sjöstjärneart som beskrevs av McKnight 1973. Paragonaster ridgwayi ingår i släktet Paragonaster och familjen Pseudarchasteridae.
Artens utbredningsområde är havet kring Nya Zeeland. Inga underarter finns listade i Catalogue of Life.